# Martin Krauß (Pfarrer)
Martin Krauß (oder Kraus, latein. Crusius) (* um 1490 in Pottenstein; † 7. März 1554 in Schlicht/Vilseck) war ein deutscher evangelischer Pfarrer in Oberfranken und Schwaben und Vater des klassischen Philologen und Historikers Martin Crusius.

## Wirken
Martin Krauß, Sohn des Schneiders und Bierbrauers Peter (Petrus) Krauß und der Margarethe (geb. Schaller) immatrikulierte sich 1509 für das Studium der Theologie an der Universität Leipzig. Seine ersten kirchlichen Weihen erhielt er 1515 als Akolyth und 1516 als Subdiakon bzw. Diakon. Wegen der Pest wechselte er im Juni 1516 den Studienort und kam an die Universität Wittenberg. Erste kirchliche Dienste leistete er 1512 in Halle/S., Berlin (1513), wo er 1516 als Schloßkaplan genannt wird. Im Jahre 1518 kam er als Kaplan nach Kirchehrenbach bei Forchheim. 1519 wurde er Pfarrer in Gräfenberg, 1520 in Walkersbrunn, 1527 in Bruck (Erlangen) und 1534 in Nürnberg. Ende 1536 wechselte er von seiner fränkischen Heimat nach Stuttgart und war zunächst Pfarrer in Steinenberg (Rudersberg) bei Schorndorf. Wegen eines Streits mit der Gemeinde wurde er dort 1539 abgesetzt und gefangen, am 14. Dezember 1539 gegen Urfehde wieder freigelassen. Ab 1540 wirkte er als Pfarrer für die Gemeinden Jungingen, Lehr und Mähringen (heute alles Stadtteile von Ulm), im Herbst 1543 kam er in das nahe gelegene Luizhausen (Lonsee), wo er zugleich zum Superintendenten für die Gemeinden der Schwäbischen Alb eingesetzt wurde.
Am 2. August 1548 verweigerte Krauß mit 19 anderen Pfarrern die Annahme des Augsburger Interims, eine Verordnung bzw. Reichsgesetz des Kaisers Karl V. und Übergangsregelung zwischen der katholischen und protestantischen Seite im Konfessionskonflikt. Er flüchtete für acht Tage nach Heidenheim und reiste dann von dort weiter in seine fränkische Heimat. 1549 wurde er dort Pfarrer in Wartenfels (Presseck), 1552 Spitalprediger in Hof und 1553 Pfarrer in Pottenstein und im gleichen Jahr in Schlicht (Vilseck), wo er im Jahr darauf starb.
Am 9. Oktober 1525 heiratete Krauß in Walkersbrunn die dort ansässige Maria Magdalene Trummer aus Kleingesee. Am 19. September 1526 wurde in Walkersbrunn sein Sohn Martin Crusius geboren. Das Geburtshaus ist noch erhalten.
Das Augsburger Interium (1548) wurde von vielen Pfarrern beider Konfessionen abgelehnt.